# 國弘秀人
國弘 秀人（くにひろ ひでと、1962年 - ）は山口県上関町祝島出身の人物。

## 略歴
熊毛南高校、愛媛大学工学部電子工学科卒業後、神奈川県の電気メーカーに14年間勤務。2000年に山口県に戻り、パソコンサポート業を営む。
2001年より祝島出身者が中心になって作った島おこしグループ「祝島ネット21」の事務局長や、「祝島不老長寿マラソン」実行委員長を、2007年より光市虹ヶ浜で毎年4月に開催される環境イベント「アースデイ＠瀬戸内」の実行委員を務めている。
1997年からは祝島を紹介するWebサイト「祝島ホームページ」を運営中。また、2008年からは上関原発計画の白紙撤回を求めて、Webサイト「STOP！上関原発！」を運営。2010年2月から上関町において、毎月1回「上関まちづくり新聞わいわいタイムス」を発行し、原発に頼らないまちづくり・住民参加のまちづくりを提案している。